# Gulhakad solfågel
Gulhakad solfågel (Anthreptes rectirostris) är en fågel i familjen solfåglar inom ordningen tättingar.

## Utbredning och systematik
Gulhakad solfågel förekommer i Västafrika från Sierra Leone till Ghana. Den behandlas numera vanligen som monotypisk, men inkluderade tidigare gråhakad solfågel (Anthreptes tephrolaemus) som underart, då med det svenska trivialnamnet grön solfågel. Sedan 2016 urskiljer Birdlife International och naturvårdsunionen IUCN dock tephrolaemus som en egen art, sedan 2021 även tongivande International Ornithological Congress.

## Status och hot
Arten har ett stort utbredningsområde, men tros minska i antal, dock inte tillräckligt kraftigt för att den ska betraktas som hotad. Internationella naturvårdsunionen IUCN listar arten som livskraftig (LC).